# Michel Vernière
Pour les articles homonymes, voir Vernière.
Michel Vernière est un homme politique français né le 11 octobre 1847 à Montpellier (Hérault) et décédé le 23 octobre 1918 à Montpellier.

## Biographie
À la tête d'une entreprise de produits chimiques, il est conseiller municipal de Montpellier en 1874 et adjoint au maire en 1877.
Il est député de l'Hérault de 1882 à 1893, siégeant au groupe de la Gauche radicale.
Il devient conseiller général du canton d'Aniane et président du conseil général après 1893.